# 尚雯婕
尚雯婕（1982年12月22日—），中国女歌手，独立唱作人，毕业于复旦大学，2006年《超级女声》全国总冠军出道，2013年金钟奖中国音超女子组金奖。2011年受邀参加环球青年领袖峰会，2012年在巴黎举办个人法语音乐会，2013年在法国总统奥朗德访华国宴中献唱。2010年度-2012年度蝉联三届music radio中国TOP排行榜最佳女歌手，2013年度荣获music radio中国TOP排行榜最受欢迎女歌手。三度获得音乐先锋榜最佳女歌手。2014年尚雯婕入驻北京杜莎夫人蜡像馆，做客英国BBC总部，接受BBC Radio Manchester专访。2015年6月23日晚，中共中央总书记习近平及夫人彭丽媛于人民大会堂设宴接见访华的比利时国王菲利普及王后，尚雯婕作为歌手代表受邀演出，并为比利时国王访华献唱。2023年，第九届中法品牌高峰论坛“中法建交 60 周年: 文化对话赋能品牌创新”，尚雯婕受邀出席。2024年，適逢中法建交60周年，尚雯婕受法国驻华大使馆公参裴国良邀請，與法國歌手乔伊丝·乔纳森一同參觀北京法国文化中心。

## 主要经历
- 1982年 出生於上海，在弄堂長大
- 1998年 入讀上海市进才中学
- 2005年 復旦大學法語專業畢業
- 2006年 获得湖南卫视《超级女声》获得广州赛区亚军、全国总冠军而出道
- 2007年 连续发行《上等品》《梦之浮桥》《在梵高的星空下》《关于我们》四张专辑
- 2008年 发行专辑《非诚勿扰》
- 2009年 发行《天籁倾城》《时代女性》两张专辑
- 2010年 发行《全球风靡》专辑
- 2011年 发行《Nightmare魔》《In》《Win》三张专辑，并受邀参加环球青年领袖峰会
- 2012年 发行《最后的赞歌》《未未来》两张专辑，并在巴黎举办个人法语音乐会，参加欧洲致敬英雄温泉音乐节演出，当年六次受邀出席巴黎、纽约国际时装周，并成为首位被法国电视三台专题片推介的中国流行歌手
- 2013年 发行《伤人情歌》《恩赐之地》两张专辑，并在法国总统歐蘭德访华国宴中献唱，同年担任湖南卫视《2013快乐男声》评委、参加湖南卫视《我是歌手（第一季）》
- 2014年 尚雯婕入驻北京杜莎夫人蜡像馆，并担任金鹰卡通卫视《中国新声代》导师，并成立工作室签约新人打造华语男团组合。
- 2014年 尚雯婕受邀出席巴黎时装周，同时也是其连续四年第七次受邀出席海外时装周。
- 2015年6月23日晚，中共中央总书记习近平及夫人彭丽媛于人民大会堂设宴接见访华的比利时国王菲利普及王后玛蒂尔德，中国电子唱作人尚雯婕作为歌手代表受邀演出，并为比利时国王访华献唱
- 2015年8月參加蒙面歌王第一季 以「東方不敗」面具在第七期補位，并且在突圍賽復活，晉級總決賽。
- 2016年，擔任選秀節目《2016超級女聲》總決賽評委。
- 2018年，獲得法國藝術及文學騎士勳章。
- 2024年，參加真人秀節目《乘風2024》。

## 个人演唱会
| 场次 | 举办时间       | 地点     | 主题                               |
| ---- | -------------- | -------- | ---------------------------------- |
| 1    | 2008年3月1日   | 北京     | 尚佳分享·尚雯婕2008北京演唱会      |
| 2    | 2008年10月18日 | 深圳     | 唇感受·心聆听·尚雯婕2008深圳演唱会 |
| 3    | 2009年1月9日   | 上海     | 天籁倾城·尚雯婕2009上海交响音乐会  |
| 4    | 2009年11月13日 | 北京     | 三色艾雷迪——尚雯婕2009巡回演唱会   |
| 5    | 2009年11月28日 | 成都     | 三色艾雷迪——尚雯婕2009巡回演唱会   |
| 6    | 2009年12月6日  | 上海     | 三色艾雷迪——尚雯婕2009巡回演唱会   |
| 7    | 2009年12月12日 | 广州     | 三色艾雷迪——尚雯婕2009巡回演唱会   |
| 8    | 2012年6月10日  | 法国巴黎 | 最后的赞歌.尚雯婕个人法语音乐会    |
| 9    | 2014年11月23日 | 杭州     | 红牛不插电演唱会                   |
| 10   | 2014年12月20日 | 武汉     | 红牛不插电演唱会                   |
| 11   | 2015年1月10日  | 湛江     | 红牛不插电演唱会                   |

## 音乐作品

### 专辑/EP
| 专辑数量 | 专辑名称                | 专辑类型   | 发行公司 | 发行日期   | 专辑曲目 |
| -------- | ----------------------- | ---------- | -------- | ---------- | --- |
| 第一张   | 《尚等品》              | 超女精选集 | Cn Music | 2007-02-23 | 曲目 1. a woman's worth 2. Cesse la pluie 3. if i ain't got you 4. when you really love someone 5. 感谢你用心爱着我 6. 为你我受冷风吹 7. 火柴天堂 8. 卡门 9. 花火 10. 爱情 11. 丝路 12. 爱 13. 如果没有你 14. 三国恋 |
| 第二张   | 《梦之浮桥》            | EP         | 华谊兄弟 | 2007-06-07 | 曲目 1. 梦之浮桥【MV】 2. 有了爱 3. 倾城 4. A La Claire Fontaine |
| 第三张   | 《在梵高的星空下》      | 专辑       | 华谊兄弟 | 2007-10-21 | 曲目 1. 我 2. 你 3. 插曲 4. 小快乐 5. 阅读过去 6. 柳暗花明 7. 远远的远远 8. 一大片天空 9. 3号楼211 10. 在梵高的星空下 |
| 第四张   | 《关于·我们》           | 专辑       | 华谊兄弟 | 2007-12-25 | 曲目 1. 芝麻开门 2. 悲伤华尔兹 3. 夜的狂想曲 4. 两个下雪的夜 5. 在世界心中呼唤爱 6. 海在不远处唱歌 7. Merry Christmas 8. Season in the sun 9. Try to Remember 10. White Christmas |
| 第五张   | 《非诚勿扰》            | 精选集     | 华谊兄弟 | 2008-12-12 | 曲目 1. 爱 2. 花火 3. 悬崖 4. 亲密爱人 5. 信以为真 6. 夜夜夜夜 7. 你怎么舍得我难过 8. Quand Je Me Regarde |
| 第六张   | 《天籁倾城》            | Live专辑   | 华谊兄弟 | 2009-09-29 | 曲目 1. 我 2. 我爱你 3. 对镜思 4. 不要离开我 5. 美丽故事 6. 好心分手 7. 我依然相信 8. 只要你爱我 9. 香榭丽舍 10. Memory |
| 第七张   | 《时代女性》            | 专辑       | 华谊兄弟 | 2009-10-20 | 曲目 1. intro 2. 夜玫瑰 3. 当你想起我 4. 我想我是你的女人 5. 劳拉的星星 6. 恋爱超娱乐 7. 阿蜜 8. Si Tu M'aimes |
| 第八张   | 《全球风靡》            | 专辑       | 华谊兄弟 | 2010-11-23 | 曲目 1. S0S 2. 连卡佛小姐 3. 活出美丽 4. 候鸟 5. 不能承受的爱 6. 妈妈 7. 天亮后分手 8. 我们的歌 9. 甜蜜的旅程 10. 23秒32年 |
| 第九张   | 《Nightmare魔》         | 专辑       | 华谊兄弟 | 2011-01-14 | 曲目 1. S0S 2. Lonely lullaby 3. Love warrior 4. Nightmare 5. Ms Lane Crawford 6. Girl 7. Live Beautifully 8. Je passe ma vie tout en fran 9. We Will Fly |
| 第十张   | 《In》                  | 专辑       | 华谊兄弟 | 2011-08-28 | 曲目 1. 暗流underneath 2. 荒谬的爱 3. 阿修罗 4. 灵魂的去向 5. 沉迷 6. 倾慕者的幻想 7. 我就是这样 8. 夜之缪斯 9. 紧箍咒 |
| 第11张   | 《win》                 | 精选集     | 华谊兄弟 | 2011-11-20 | 曲目 1. 暗流underneath 2. 荒谬的爱 3. 阿修罗 4. 灵魂的去向 5. 沉迷 6. 倾慕者的幻想 7. 战 8. 闷 9. 紧箍咒 10. 致 时装 11. 时装 12. 魔之重生 13. To McQueen Daniel Merlot Remix |
| 第12张   | 《最后的赞歌》          | 专辑       | 华谊兄弟 | 2012-08-22 | 曲目 1. 世界落日 2. 最后一夜 3. 格林童话 4. 最终信仰 5. 救赎 6. 异类 7. 鹦鹉 8. 宿命论 9. 当你被困在地道中 10. 我要为你讲一个故事 11. 建造是为了毁灭 |
| 第13张   | 《未未来》              | EP         | 华谊兄弟 | 2012-12-18 | 曲目 1. 凯旋 2. 废弃的爱 3. 气泡 |
| 第14张   | 《伤人情歌-尚雯婕情歌》 | 精选集     | 华谊兄弟 | 2013-05-07 | 曲目 1. 被偷走的爱 2. 相爱有时 3. 梦之浮桥 4. 信以为真 5. 我 6. 你 7. 插曲 8. 有了爱 9. 柳暗花明 10. 悲伤的华尔兹 11. 在世界心中呼唤爱 |
| 第15张   | 《恩賜之地》            | 专辑       | 华谊兄弟 | 2013-10-22 | 曲目 1. 小星星 2. 星光 3. 晨曦 4. 当爱人找到爱人 5. 越爱越明白 6. 太阳从西边升起 7. SPARKLING 8. TWINKLE |
| 第16张   | 《Black & Golden 黑金》 | 专辑       | 黑金時尚 | 2016-09-12 | 曲目 1. golden darkness days曜日 2. power of time时光能量 3. paper plane纸飞机 4. single boy单身男 5. extremology极端者 6. lazy afternoon懒 7. butterfly love彼岸花 8. a horse's dream梦马 9. big up咆哮 10. 黑金black & golden 11. 单身男孩bling bling boy 12. 狂想rhapsody in love 13. 蝴蝶记忆太短six seconds memory 14. 闯入者red amnesia 15. 时间的力量time will tell |
| 第17张   | 《The Puzzle Pieces》   | 专辑       | 黑金音樂 | 2018-08-24 | |

### 其他单曲
- Crazy Love ，收录于2006超级女声合集
- 梦之浮桥-----面纱 (电影)中文版插曲
- 信以为真-----非诚勿扰 (电影)主题曲
- Quand je me regarde-----非诚勿扰 (电影)原声插曲 （法文）
- 命中注定-----电视剧恋爱兵法主题曲
- Part Of My Dream-----百利甜广告歌（英文）
- 夜玫瑰-----电视剧黑玫瑰主题曲
- 我想我是你的女人-----电视剧烽火影人主题曲
- 当你想起我-----电视剧复婚主题曲
- 恋爱超娱乐-----电视剧恋爱前规则主题曲
- 天亮后分手-----电影毕业主题曲
- 风光-----BTV卡酷动画春晚主题曲
- 我们的歌-----中國2010年上海世界博覽會比利时馆主题曲
- S.O.S-----电影熊出没注意主题曲
- 被偷走的爱-----电视剧爱上女主播片尾曲
- 活出美丽-----屈臣氏广告歌曲
- 劳拉的星星-----电影劳拉的星星在中国主题曲
- 甜蜜的旅程-----电影 云下的日子主题曲
- 23秒，32年-----电影 唐山大地震宣传主题曲
- 候鸟----电影 回马枪主题曲
- 把幸福给你-----电影 郭明义主题曲
- 相爱有时-----电影 分手合约主题曲
- 画出我世界-----网络游戏《画皮世界》主题曲
- 金刚风暴-----电影《金刚王·死亡救赎》宣传主题曲
- 夜之童话-----国产大型3D动画《精灵梦叶罗丽》片尾曲
- 梦-----电影《北京爱情故事》主题曲
- 女王驾到-----电视剧《女王驾到》主题曲
- Good night my love-----蒙牛奶特3D音乐MV
- 待我長髮及腰-----电视剧《美人製造》主題曲
- 自己的太陽-----《我要上學》公益主題曲
- 闯入者-----电影《闯入者》主题曲
- 時間的力量-----电影《不可思議》主题曲
- 蝴蝶記憶太短-----电影《尋龍訣》
- 為愛歸來-----电影《臥虎藏龍2 青冥寶劍》推廣曲
- 俠客行-----電視劇《俠客行》主题曲
- 愛過誰《射雕英雄传_(2017年电视剧)》主题曲
- 鹿 be free《熊出沒之奇幻空間》主题曲
- Befall-----手機遊戲《崩壞3rd》印象曲（英文）

## 其他作品

### 书
- 与梦平行-小三儿在法兰西 2007年2月
- 写真书 - 连卡佛小姐 2010年4月

### 翻译
- 林先生的小孙女（La petite fille de Monsieur Linh），作者Philippe Claudel（法），2009年1月译林出版社

### 电影
- 2009年《毕业》飾 雯婕
- 2010年《熊出沒注意》配音
- 2011年《回马枪》飾 裘三
- 2017年《熊出沒之奇幻空間》飾 樂姍姍

### 电视剧
- 2014年，《女王驾到》

### 微电影
- 《杀手转正路》
- 《与梦平行》--一汽欧朗“为青春喝彩”音乐计划
- 《最后的赞歌》
- 《不做空想家》--三星Galaxy Note 10.1
- 《雅漾中国十周年音乐微电影》
- 《联盒圀》
- 《真相大白》--玉兰油Pro-X

## 主要奖项
| 年份   | 奖项 |
| ------ | --- |
| 2006年 | - 湖南卫视超级女声广州赛区亚军、全国总冠军 - 腾讯星光大典最具潜力女歌手 - ARTDECO·中国魅力新魅力女性 |
| 2007年 | - 2007中国广播影视大奖中国原创歌曲奖最佳华语歌手奖 - 2007香港TVB金曲榜最佳新人奖金奖 - 上海罗莱之夜时尚风云榜年度十大时尚偶像 - 北青BQ 新人王之人气王 - BQ年度红人奖年度专辑 《在梵高的星空下》 - 中国原创歌曲奖最佳华语歌手 - 雪碧音乐榜网络至辣人气歌手 |
| 2008年 | - 2008年度中歌榜最受欢迎女新人 |
| 2009年 | - 云南卫视音乐现场音乐大典最佳女歌手 - 中国原创音乐流行榜年度飞跃表现奖 - 音乐风云榜内地最佳歌曲 - 东方风云榜年度金曲《信以为真》 |
| 2010年 | - 中国金唱片奖流行类演员奖 - 2010风尚权力榜年度潮流之星 - “公司人旅游新榜样”公司人绿色旅游明星榜样”特别奖 - 中国时装网络盛典年度时尚标签人物 - 都市丽人最佳时尚话题女王 - 中国原创音乐流行榜内地最具潜力歌手 - 东方风云榜年度最佳音乐录影带《什么？什么！》 - 北京流行音乐典礼年度金曲 |
| 2011年 | - 奇艺2011年度盛典最具时尚先锋人物奖、年度影视金曲《23秒，32年》 - music radio音乐之声最佳女歌手 - 优酷影视盛典最佳电影新人奖 - 中国原创歌曲奖最受欢迎女歌手、最佳视觉效果 - 2011中国最美50人年度风格艺人 - 年度最受手机网民关注音乐人物大奖 - 2011音乐先锋榜最佳先锋女歌手、内地十大先锋金曲《阿修罗》、最佳造型歌手 - 北京流行音乐典礼年度风格突破；年度金曲、年度最佳编曲 - 东方风云榜最佳风格突破；年度十大金曲、最佳作词 《23秒，32年》 - MusicRadio中国TOP排行榜年度最佳作词、年度金曲、内地最佳女歌手 - 音乐风云榜年度飞跃大奖 - 爱与未来北京慈善夜公益先锋奖 |
| 2012年 | - 2012“美动华人”颁奖盛典风格人物大奖 - 真维斯娱乐大典年度音乐飞跃大奖 - 第19届东方风云榜年度概念专辑、最佳音乐录影带 - 第12届音乐风云榜最佳电子及舞曲歌手、最佳唱片企划、评审会特别大奖主席奖 - 第16届全球华语榜中榜传媒推荐奖 - music radio音乐之声最佳女歌手、中国TOP排行榜年度杰出艺人大奖 - 华语音乐传媒大奖最佳制作人、最佳编曲 - 华语金曲奖最佳制作人 - 中美电影节金天使最佳短片奖《ODE TO THE DOOM最后的赞歌》 - 美动华人风格人物奖 |
| 2013年 | - 蝉联音乐先锋榜最佳女歌手、最受欢迎女歌手五强 - 第九届劲歌王金曲金榜最佳女歌手、最佳国语专辑 - 第20届东方风云榜最佳概念专辑、最佳专辑、最佳电子艺人、最佳电子专辑 - music radio中国TOP排行榜最佳女歌手、最佳制作人 - 第十三届华语音乐传媒大奖最佳电子艺人 - 2013亚洲偶像盛典最受欢迎歌手 - 音乐先锋榜2013年度内地最受欢迎先锋女歌手 - 第11届华鼎奖华语最佳女歌手 - 第三届 中国彩虹媒体奖“年度致敬人物” - 2013年度女性传媒大奖“年度女性榜样” |
| 2014年 | - 第四届全球流行音乐金榜年度电台推崇大奖 - 第14届音乐风云榜最佳唱作人、最佳专辑制作人 - 第2届音悦V榜年度制作人 - 2013年度music radio中国TOP排行榜最受欢迎女歌手 - 亚洲粉红人物颁奖盛典“亚洲粉红大奖” - 网易有态度人物盛典，最有态度音乐人奖 - 2014《小资CHIC!》盛典，年度跨界风尚艺人 - 2014年度音乐先锋榜年度碰碰网,人气先锋女歌手 - 2014年度音乐先锋榜最佳女歌手 |
| 2015年 | - MusicRadio中國TOP音樂盛典「年度最佳跨界藝人」 - MusicRadio中國TOP音樂盛典「年度最受歡迎女歌手」 - 時尚星秀頒獎禮「年度內地最受歡迎女歌手」 |
| 2016年 | - 微博之夜「最受歡迎女歌手」 - 鳳凰時尚之選頒獎盛典「年度時尚態度榜樣大獎」 - 美麗俏佳人盛典「年度跨界風尚魅力女明星大獎」 - OK年度摯愛頒獎禮 「跨界投資人獎」 |
| 2017年 | - 唱吧嗨典「最佳女歌手」 - 第17屆 音樂風雲榜盛典「年度最佳女歌手」 - MusicRadio音樂之聲中國TOP排行榜「年度最受歡迎女歌手」 - CMA2016唱工委音樂盛典「年度最佳舞曲/電音演唱」 - 羅博報告致敬臻榜美好生活方式盛典「年度音樂唱作人」 - 鳳凰時尚之選「時尚音樂先鋒大獎」 - 新浪風格大賞「年度時尚態度藝人」 |
| 2019年 | - 法國「藝術與文學勳章」 |

## 慈善公益
- 2007年2月13日，为深圳电视台录制<音乐炫风>节目，将表演收入捐助白血病患病儿童。
- 2007年3月7日，北京八中，为希望掌握多国语言而成为奥运志愿者的北京八中学生教授法语及礼仪。
- 2007年3月14日，参与深圳飞扬971电台“爱心无限 电波传递”大型爱心拍卖活动，捐赠的表演服装由歌迷以五万一千三百三十三元的全场最高价拍得。善款全部捐赠给深圳贫困学生家庭。
- 2007年8月5日，全国政协礼堂，参加中央电视台《同一首歌》特别节目“凝聚每份爱”中华慈善爱心义演。
- 2007年9月26日，参加由慈善家李春平和北京青年报社发起的“北京好人”表彰仪式暨2007“爱心助飞梦想”慈善晚会。 　*2007年11月21日，录制中国红十字会《美梦成真》活动公益合唱歌曲《我有一个梦想》。
- 2007年11月26日，北京培智中心学校，参加了腾讯网举办的星光行动，与智力残障儿童唱歌学法语。
- 2007年12月5日，北京21世纪剧院，参与“微笑北京，志愿奥运”主题晚会，与解小东合唱《2008北京欢迎你》。
- 2007年12月8日，在深圳公益签售新专辑《在梵高的星空下》，并将此次签售所得全部捐给中国红十字基金会——“美梦成真爱心圆梦基金”。
- 2007年12月11日，中国人民大学校园，录制中国红十字基金会深圳卫视《美梦成真》节目。
- 2007年12月24日，参加2007百年爱心慈善圣诞夜。全部善款将由中国青少年发展基金会受理，定向拨付给北京百年农工子弟职业学校，用于为经济困难的在京农民工子女免费接受职业教育
- 2008年1月16日，京华时报助阵中国扶贫基金会“新长城”项目发起的“爱心照亮回家路——资助贫寒学子回家过年”慈善义演活动
- 2008年1月19日，担当东南台的《海峡传情》节目“爱心大使”，帮助长乐贫困学生募得万元爱心款
- 2008年1月22日， 参加录制大型公益歌曲《爱心互联》
- 2008年1月25日， 录制陕西卫视《朝阳行动2008 水窖寄深情》明星慈善大典 ，节目为陕西省榆林白于山区长期缺水村民修建集水窖，“帮助缺水的人”
- 2008年5月9日， 北京 参加纪念全国青联成立59周年“全国青联委员活动日”活动并演唱歌曲
- 2008年5月11日， 北京 出席“优品名流慈善夜——母婴平安”活动
- 2008年5月14日， 北京12:30参加百名歌手广播赈灾大行动“爱在天地间” 。19:00参加中华慈善总会和同一首歌合办的赈灾义演
- 2008年5月17日， 在郑州参加大爱中华行真维斯慈善歌会
- 2008年5月22日， 自付路费参加复旦大学汶川地震大型赈灾义演
- 2008年5月， 录制公益歌曲《我们有爱》、《承诺》、《相信爱》、《我有一个梦想》
- 2008年5月28日， 北京 参与拍摄凤凰卫视 赈灾MV
- 2008年5月29日， 深圳 参与『我们的心在一起』赈灾晚会
- 2008年5月30日， 北京 中国儿童基金会举办的“爱的承诺星光映六一”活动
- 2008年6月1日， 香港 参与香港演艺人协会主办的赈灾音乐会
- 2008年6月7日， 上海 参加中国明星足球队赈灾拍卖晚会的录制
- 2008年6月18日， 羊城晚报报业集团慈善晚宴暨广东公益联盟启动仪式
- 2008年7月5日， 真维斯和重庆卫视共同举办的“大爱中华行演唱会”南京站演出
- 2008年7月22日， 北川 探望灾区小学生
- 2008年9月2日， 青岛 作为第二棒火炬手参加残奥会火炬青岛站传递，并在回收仪式上演唱
- 2008年11月18日，上海 参加2008上海大学生创业基金活动 演唱活动主题曲
- 2008年11月20日，上海 尚雯婕、百利、根与芽组织共同发起“百树利民”植树造林活动
- 2008年11月28日，北京 做为《贝因美把爱传出去》形象大使拍摄公益宣传片并出席发布会
- 2008年11月29日，北京 参加集善嘉年华北京2008大型公益演出
- 2009年3月7日， 北川 录制四川卫视512纪念节目
- 2009年3月20日， 泰安 录制山东齐鲁卫视《天下无双》公益群星演唱会
- 2009年5月6日， 北京 参加中歌榜红五月歌会
- 2009年6月10日， 上海 参加上海世博会大学生环保创意大赛路演活动
- 2009年7月12日， 北京 录制减法生活绿色公益歌曲《最美的星球》
- 2009年8月16日， 北京 参加绿叶明星行动 街头公益爱心环保
- 2009年8月20日， 北京 参加《跨越海峡的爱心》特别赈灾晚会
- 2010年3月，尚雯婕担任微软MSN携手人口福利基金会发起的“幸福书屋，爱自2010”网络公益行动爱心大使
- 2010年3月30日，北京 为善待动物组织（PETA）拍摄照片
- 2010年5月21日-27日，受邀出任CCTV电影频道《光影周刊》大主播
- 2010年6月30日，在北京出席Mercedes-Benz公益基金启动仪式
- 2010年9月1日，以全国青联委员身份出席中华全国青年联合会第十一届委员会全体会议、中华全国学生联合会第二十五次代表大会
- 2010年9月9日，中国绿色低碳生活十佳代言女星
- 2010年10月29日，在北京出席联合国粮食计划署慈善晚宴。
- 2011年1月25日，"爱与未来北京慈善之夜"2011搜狐明星公益项目"明星益童卡"：尚雯婕
- 2011年3月14日，“世界同睡的一天”公益活动，尚雯婕被任命为健康睡眠推广大使
- 2011年3月21日，北京 出席“中国·水与生命质量调查报告”发布会，并担任健康大使
- 2011年6月29日，在北京出席梅赛德斯——奔驰与中国青少年基金会携手举办的“星愿使者”志愿者计划启动仪式
- 2011年9月1日至2日，出席瑞士苏黎世2011 OYW世界青年领袖峰会
- 2012年10月28日，受邀赴纽约中美电影节慈善演唱会献唱，此次演唱会票房收入全部捐给了云南贫困山区；
- 2013年7月7日至10日在可可西里进行“萤火行动”公益MV拍摄。

## 外部連結
- 尚雯婕的新浪微博
- 尚雯婕的新浪博客
- 尚雯婕的Instagram帳戶

| 奖项与成就    | 奖项与成就                                        | 奖项与成就    |
| ------------- | ------------------------------------------------- | ------------- |
| 前任： 李宇春 | 超快系列选秀节目冠军 2006年9月29日－2007年7月20日 | 繼任： 陈楚生 |